# Квантова пам'ять
Квантова пам'ять — це квантово-механічна версія звичайної пам'яті комп'ютера. У той час як звичайна пам'ять зберігає інформацію як двійковий стан (представлений «1» і «0»), квантова пам'ять зберігає квантовий стан для подальшого пошуку. Ці стани містять корисну обчислювальну інформацію, відому як кубіти. На відміну від класичної пам'яті повсякденних комп'ютерів, стани, що зберігаються в квантовій пам'яті, можуть знаходитись у квантовій суперпозиції, що надає набагато більшу практичну гнучкість у квантовому алгоритмі, ніж класичне зберігання інформації.
Квантова пам'ять необхідна для розробки багатьох пристроїв у квантовій обробці інформації, включаючи інструмент синхронізації, який може відповідати різним процесам в квантовому комп'ютері, квантовий затвор, який підтримує ідентичність будь-якого стану, і механізм перетворення заздалегідь визначених фотонів у фотони на вимогу. Квантову пам'ять можна використовувати в багатьох аспектах, таких як квантові обчислення та квантові комунікації. Постійні дослідження та експерименти дозволили квантовій пам'яті реалізувати зберігання кубітів.

## Історія
Взаємодія квантів випромінювання з множинними частинками викликало науковий інтерес з 2010-х років. Квантова пам'ять — одне з таких полів, де квантовий стан світла відображається на групу атомів, а потім йому повертають первісну форму. Квантова пам'ять є ключовим елементом в обробці інформації, наприклад, оптичних квантових обчислень та квантових комунікацій, відкриваючи при цьому новий шлях до основи взаємодії світло-атом. Однак відновлення квантового стану світла є непростим завданням. Хоча був досягнутий вражаючий прогрес, дослідники все ще працюють над цим.
Квантова пам'ять на основі квантового обміну дозволяє зберігати фотонні кубіти. Кессель і Мойсеєв обговорювали квантове зберігання в стані одиничного фотона в 1993 році. Експеримент був проаналізований в 1998 році і продемонстрований в 2003 році. Таким чином, вивчення квантового зберігання в стані одиничного фотона можна розглядати як продукт технології класичного оптичного зберігання даних, запропонованої в 1979 та 1982 рр. Не тільки це, але ідея була натхненна високою щільністю зберігання даних у середині 1970-х. Оптичного зберігання даних можна досягти, використовуючи поглиначі для поглинання різних частот світла, які потім спрямовуються до просторових точок променя і зберігаються.

## Типи

### Квантова пам'ять для світла
Звичайні, класичні оптичні сигнали передаються шляхом зміни амплітуди світла. У цьому випадку для зберігання інформації на лампі можна використовувати аркуш паперу або жорсткий диск комп'ютера. Однак у випадку квантової інформатики інформація може кодуватися відповідно до амплітуди та фази світла. Для деяких сигналів не можна виміряти амплітуду та фазу світла не втручаючись у сигнал. Щоб зберігати квантову інформацію, саме світло потрібно зберігати не вимірюючи. Світло для квантової пам'яті — це запис стану світла в атомну хмару. Коли світло поглинається атомами, вони можуть вводити всю інформацію про квант світла.

### Твердотільна квантова пам'ять
У класичних обчисленнях пам'ять — це тривіальний ресурс, який можна відтворити в довговічному апараті пам'яті та отримати пізніше для подальшої обробки. У квантових обчисленнях це заборонено, оскільки згідно з теоремою про заборону клонування будь-який квантовий стан не може бути відтворений повністю. Отже, за відсутності квантової корекції помилок зберігання кубітів обмежується внутрішнім часом когерентності фізичних кубітів, що містять інформацію. Квантова пам'ять, яка перевищує задані фізичні межі зберігання кубітів, буде квантовою передачею інформації до «кубітів, що зберігаються», на які мало впливає навколишній шум та інші фактори. А потім, коли інформація потрібна, вона повертається до потрібних «кубітів, що обробляються», щоб забезпечити швидку роботу або читання.

## Відкриття
Оптична квантова пам'ять зазвичай використовується для виявлення та зберігання квантового стану одиночного фотона. Однак створення такої ефективної пам'яті все ще є величезним викликом для сучасної науки. У одного фотона занадто мало енергії, тому його можна втратити на складному світловому фоні. Ці проблеми давно пригнічують рівень квантового зберігання нижче 50 %. Команда на чолі з професором Ду Шенвангом з кафедри фізики Гонконгського університету науки і техніки та Інститут нанонауки та технології Вільяма Монга при Гонконгському університеті науки і техніки знайшов спосіб збільшити ефективність оптичної квантової пам'яті до понад 85 відсотків. Відкриття також наближає популярність квантових комп'ютерів до реальності. У той же час квантову пам'ять можна також використовувати як ретранслятор в квантовій мережі, що закладає основи квантової мережі Інтернет.

## Дослідження та застосування
Квантова пам'ять є важливою складовою програм обробки квантової інформації, таких як квантова мережа, квантовий ретранслятор, лінійні оптичні квантові обчислення або квантовий зв'язок на великі відстані.
Оптичне зберігання даних є важливою темою дослідження протягом багатьох років. Найцікавішою його функцією є використання законів квантової фізики для захисту даних від крадіжки за допомогою квантових обчислень та квантової криптографії, беззастережно гарантованої безпеки зв'язку.
Вони дозволяють вводити частинки в стан суперпозиції, що означає, що вони можуть представляти кілька комбінацій одночасно. Ці частинки називаються квантовими бітами, або кубітами. З точки зору кібербезпеки важлива властивість кубітів полягає в тому, що якщо хакер намагається спостерігати за ними в дорозі, їх квантові стани руйнуються. Це означає, що хакери не можуть втручатися в мережеві дані, не залишаючи слідів. Зараз багато компаній використовують цю функцію для створення мереж, які передають високочутливі дані. Теоретично ці мережі безпечні.

### Зберігання в мікрохвилях та перетворення мікрохвиль і світла
Азотно-заміщені вакансії в алмазах залучили багато досліджень завдяки своїм чудовим характеристикам в оптичних нанофотонних пристроях. У недавньому експерименті була реалізована електромагнітно індукована прозорість на багатопрохідному алмазному чіпі для досягнення повного фотоелектричного зондування магнітного поля. Незважаючи на ці тісно пов'язані експерименти, оптичне зберігання даних ще не впроваджено на практиці. Існуючі у азотно-заміщених вакансіях енергетичні рівні (у негативно заряджених та нейтральних азотно-заміщених вакансіях) робить можливим оптичне зберігання у азотно-заміщених вакансіях в алмазі.
Зв'язок між спіновим ансамблем азотно-заміщених вакансій та надпровідними кубітами забезпечує можливість зберігання надпровідних кубітів у мікрохвилях. Оптичний накопичувач поєднує в собі спіновий електронний стан і надпровідні квантові біти, що дозволяє азотно-заміщеним вакансіям в алмазі відігравати роль у гібридній квантовій системі взаємного перетворення когерентного світла та мікрохвиль.

### Пам'ять на градієнтному відлунні
Пам'ять на градієнтному відлунні — це технологія оптичне зберігання на основі фотонного еха. Вперше ідея була продемонстрована дослідниками з Австралійського національного університету. Їх експеримент являє собою трирівневу систему на основі пари. Ця система має ефективність до 87 %.

### Електромагнітно індукована прозорість
Електромагнітно індукована прозорість (ЕІП) була вперше представлена Гаррісом та його колегами в Стенфордському університеті в 1990 році. Робота показала, що коли лазерний промінь викликає квантову інтерференцію між шляхами збудження, оптична реакція атомного середовища модифікується для усунення поглинання та заломлення на резонансних частотах атомних переходів. На основі ЕІП можна досягти повільного світла, створення оптичного накопичувача та квантової пам'яті. На відміну від інших підходів, ЕІП має тривалий час зберігання і є відносно простим та недорогим для впровадження рішенням. Наприклад, електромагнітно індукована прозорість не вимагає дуже потужних променів керування, зазвичай необхідних для Раманівської квантової пам'яті, а також не вимагає використання температури рідкого гелію. Крім того, фотонне ехо може зчитувати ЕІП, тому що когерентність спіну зберігається через затримку часу імпульсу зчитування, спричинену відновленням спіну в нерівномірно розширеному носії. Хоча існують певні обмеження щодо робочої довжини хвилі, пропускної здатності та ємності мод, були розроблені методи, щоб зробити квантові пам'яті на основі ЕІП цінним інструментом у розвитку квантових телекомунікаційних систем У 2018 році високоефективна оптична пам'ять на основі ЕІП в холодних атомах продемонструвала 92 % ефективності зберігання та пошуку в класичному режимі з когерентними променями, і було продемонстровано 70 % ефективності зберігання та пошуку для поляризаційних кубітів, кодованих у слабких когерентних станах, що перевершує будь-який класичний орієнтир. Після цих демонстрацій кубіти з однофотонною поляризацією потім зберігали через ЕІП ансамблю холодних атомів 85
Rb і зчитували з ефективністю 85 %, а заплутаність між двома елементами квантової пам'яті на основі цезію також було досягнуто із загальною ефективністю передачі близько 90 %.

### Кристали, леговані рідкісноземельними елементами
Взаємоперетворення квантової інформації між світлом і речовиною знаходиться у центрі уваги квантової інформатики. Досліджується взаємодія між одиничним фотоном та охолодженим кристалом, легованим рідкісноземельними іонами. Кристали, леговані рідкісноземельними елементами, мають широкі перспективи застосування в області зберігання квантів, оскільки вони забезпечують унікальну систему застосування. Лі Ченфен з квантової інформаційної лабораторії Китайської академії наук розробив твердотільну квантову пам'ять і продемонстрував функцію фотонних обчислень, використовуючи час і частоту. На основі цього дослідження можна створити широкомасштабну квантову мережу, засновану на квантовому ретрансляторі, використовуючи зберігання та узгодженість квантових станів в матеріальній системі. Дослідники вперше показали кристали, леговані іонами рідкісноземельних елементів. Поєднуючи тривимірний простір з двовимірним часом і двовимірним спектром, була створена своєрідна пам'ять, яка відрізняється від звичайної. Вона має багатомодову ємність і може також використовуватися як квантовий перетворювач високої точності. Експериментальні результати показують, що у всіх цих операціях надійність тривимірного квантового стану, що несе фотон, може підтримуватися на рівні близько 89 %.

### Комбінаційне (раманівське) розсіювання у твердих тілах
Діамант має дуже високий коефіцієнт раманівського посилення в режимі оптичних фононів частотою 40 ТГц і має широке вікно пропускання у видимій та ближній інфрачервоній смузі, що робить його придатним для оптичної пам'яті з дуже широкою смугою. Після раманівського розсіювання у запам'ятовуючому пристрої оптичний фонон розпадається на пару фотонів через канал, а час розпаду становить 3,5 пс, що робить алмазну пам'ять непридатною для протоколу зв'язку.
Тим не менше, алмазна пам'ять дозволила провести кілька показових досліджень взаємодії світла і речовини на квантовому рівні: оптичні фонони в алмазі можуть бути використані для демонстрації випромінювання квантової пам'яті, макроскопічного переплутування, попередньо передбаченого зберігання одиничного фотона та маніпуляції частотою одиничного фотона.

### Алгоритм Surface code
В 2014 році науковці з Google Quantum AI представили систему квантової пам’яті, яка суттєво знижує кількість помилок під час обчислень. У своїй роботі, опублікованій на платформі arXiv, вони детально пояснили принципи роботи цієї пам’яті та її ефективність у мінімізації помилок. Квантові комп’ютери мають потенціал для виконання завдань, які недоступні для сучасних суперкомп’ютерів, однак їх практичне використання ускладнюється частими помилками. Фахівці Google запропонували новий алгоритм під назвою “surface code”, який виправляє помилки за допомогою фізичних кубітів, що формують логічні кубіти. Тести показали, що ефективність алгоритму покращується зі збільшенням кількості логічних кубітів. Під час експериментів кількість кубітів збільшили з 72 до 105, що значно поліпшило результати. Це відкриття наближає створення квантових комп’ютерів із практично нульовою кількістю помилок.

## Майбутній розвиток
Для квантової пам'яті квантовий зв'язок та криптографія є майбутніми напрямками досліджень. Однак існує багато викликів для побудови глобальної квантової мережі. Однією з найважливіших проблем є створення пам'яті, яка може зберігати квантову інформацію, яку несе світло. Дослідники Женевського університету у Швейцарії, що працюють із французьким CNRS, виявили новий матеріал, в якому елемент під назвою ітербій може зберігати та захищати квантову інформацію навіть на високих частотах. Це робить ітербій ідеальним кандидатом для майбутніх квантових мереж. Оскільки сигнали не можуть бути відтворені, зараз вчені вивчають, як можна зробити квантову пам'ять для того, щоб рухатися все далі і далі, захоплюючи фотони для їх синхронізації. Для цього стає важливим знайти потрібні матеріали для створення квантових спогадів. Ітербій є хорошим ізолятором і працює на високих частотах, щоб фотони могли зберігатися і швидко відновлюватися.